# Aghondi
Aghondi ist ein Verwaltungsbezirk (englisch Ward) des Distrikts Itigi in der tansanischen Region Singida.

## Geografie
Aghondi ist ein Bezirk im nördlichen Zentralteil von Tansania etwa 20 Kilometer östlich der Distrikthauptstadt Itigi. Bei der Volkszählung 2022 lebten 10.059 Menschen in 1949 Haushalten auf einer Fläche von 339 Quadratkilometern.
Der Bezirk grenzt im Norden an den Distrikt Ikungi, im Nordosten und Osten an den Distrikt Manyoni und sonst an drei Bezirke des Distrikts Itigi:
|            | Mkiwa                                       | Mkwese  |
| Sanjaranda | Kompassrose, die auf Nachbargemeinden zeigt | Manyoni |
| Ipande     | Idodyandole                                 |         |

## Gliederung
Der Bezirk besteht aus vier Gemeinden (swahili Mtaa) mit 20 Orten (Kitongoji):
| Aghondi - Azimio - Mapinduzi - Mwinje - Mapambano - Baramaji | Mabondeni - Msumbiji - Singida - Mrijeu - Lalata - Mbuyuni | Kamenyanga - Majiweni - Kamenyanga Kati - Miyomboni - Songambele - Mbugan | Njirii - Bondeni - Miulani - Chang'ombe - Songambele - Nkhonjee |

## Infrastruktur
- Bildung: Die Kamenyanga Secondary School ist eine staatliche weiterführende Schule, für Tagesschüler bis zur 4. Stufe.[8]
- Gesundheit: In den Gemeinden Mabondeni,[9] Kamenyanga[10] und Njirii[11] gibt es je eine staatliche Apotheke.